# Missy Higgins
Melissa Morrison Higgins, (Missy Higgins), est une chanteuse et musicienne australienne née le 19 août 1983 à Melbourne.
Notamment connue pour ses chansons The Special Two, Steer mais surtout Where I Stood, chanson entendue dans Grey's Anatomy, NCIS : Enquêtes spéciales, Smallville, Les Frères Scott, Weeds, Pretty Little Liars, Ghost Whisperer, Drop Dead Diva ou encore Castle.

## Vie privée
En 2007, après des années de spéculations de la part de la presse au sujet de son orientation sexuelle, elle fait son coming out en tant que bisexuelle.

## Albums
- 2004 - The Sound of White
- 2007 - On a clear night
- 2012 - The Ol' Razzle Dazzle
- 2014 - OZ
- 2018 - Solastalgia
- 2018 - The Special Ones
- 2022 - Total Control (EP)